# Condado de Bates
El condado de Bates (en inglés: Bates County) es un condado en el estado estadounidense de Misuri. En el censo de 2000 el condado tenía una población de 16 653 habitantes. Forma parte del área metropolitana de Kansas City. La sede de condado es Butler. El condado fue fundado en 1833 y fue nombrado en honor a Frederick Bates, el segundo gobernador de Misuri.

## Geografía
Según la Oficina del Censo, el condado tiene un área total de 2.205 km² (851 sq mi), de la cual 2.198 km² (848 sq mi) es tierra y 7 km² (3 sq mi) (0,34%) es agua.

### Condados adyacentes
- Condado de Cass (norte)
- Condado de Henry (noreste)
- Condado de St. Clair (sureste)
- Condado de Vernon (sur)
- Condado de Linn, Kansas (oeste)
- Condado de Miami, Kansas (noroeste)

## Autopistas importantes
- Interestatal 49
- U.S. Route 71
- Ruta Estatal de Misuri 18
- Ruta Estatal de Misuri 52

## Demografía
En el  censo de 2000, hubo 16 653 personas, 6511 hogares y 4557 familias residiendo en el condado. La densidad poblacional era de 20 personas por milla cuadrada (8/km²). En el 2000 había 7247 unidades habitacionales en una densidad de 8 por milla cuadrada (3/km²). La demografía del condado era de 97,33% blancos, 0,61% afroamericanos, 0,59% amerindios, 0,15% asiáticos, 0,01% isleños del Pacífico, 0,39% de otras razas y 0,92% de dos o más razas. 1,07% de la población era de origen hispano o latino de cualquier raza. 
La renta promedio para un hogar del condado era de $30 731 y el ingreso promedio para una familia era de $36 470. En 2000 los hombres tenían un ingreso medio de $30 298 versus $19 772 para las mujeres. La renta per cápita para el condado era de $15 477 y el 14,50% de la población estaba bajo el umbral de pobreza nacional.

## Ciudades y pueblos
| - Adrian - Amoret - Amsterdam | - Butler - Drexel - Foster | - Hume - Merwin - Passaic | - Rich Hill - Rockville |